# Cavasteron crassicalcar
Espèce
Cavasteron crassicalcar est une espèce d'araignées aranéomorphes de la famille des Zodariidae.

## Distribution
Cette espèce est endémique d'Australie. Elle se rencontre en Australie-Occidentale et en Australie-Méridionale.

## Description
Le mâle holotype mesure 5,86 mm et la femelle paratype 7,14 mm.

## Publication originale
- Baehr & Jocqué, 2000 : Revisions of genera in the Asteron-complex (Araneae: Zodariidae). The new genera Cavasteron and Minasteron. Records of the Western Australian Museum, vol. 20, p. 1-30 (texte intégral).